# Championnat d'Europe féminin de handball 2010
Navigation
Macédoine 2008 Serbie 2012
Le Championnat d'Europe féminin de handball 2010 est la neuvième édition du Championnat d'Europe féminin de handball. Il s'est déroulé du 7 au 19 décembre 2010 au Danemark et en Norvège.
Pour la première fois de l'histoire de l'Euro, la compétition est organisée par deux nations : le Danemark et la Norvège ont allié leur force pour organiser un événement à dimension internationale. À Herning, la Jyske Bank Boxen fait le plein mais les Danoises plient sous la pression dans la petite finale remportée dans un match fermé (16-15) par la Roumanie de Cristina Neagu, meilleure marqueuse avec 53 buts. Peu après, les 11 000 spectateurs assistent au cinquième sacre – le quatrième consécutif – des Norvégiennes face aux Suédoises de Linnea Torstenson (MVP), 25 à 20.

## Podium final
|                           | Norvège                    |
|                           | Médaille d'or, Europe      |
| Suède                     |                            |
| Médaille d'argent, Europe | Roumanie                   |
| Médaille d'argent, Europe | Médaille de bronze, Europe |

## Villes
Les matchs des quatre groupes du tour préliminaire et des deux groupes du tour principal sont répartis équitablement entre les deux pays. Les demi-finales et la finale se tiennent au Danemark uniquement.
| Lillehammer                        | Lillehammer | Lillehammer                 |
| ---------------------------------- | --- | --------------------------- |
| Håkons Hall Capacité : 11 500      | |                             |
|                                    | |                             |
| Larvik                             | Carte | Aalborg                     |
| Arena Larvik Capacité : 4 000      | [[Fichier:Scandinavia LCC admin map.svg\|320px\|{{#if:\|{{{alt}}}\|Championnat d'Europe féminin de handball 2010 est dans la page Scandinavie .]]Lillehammer Larvik Aalborg Aarhus Herning | Gigantium Capacité : 7 600  |
|                                    | [[Fichier:Scandinavia LCC admin map.svg\|320px\|{{#if:\|{{{alt}}}\|Championnat d'Europe féminin de handball 2010 est dans la page Scandinavie .]]Lillehammer Larvik Aalborg Aarhus Herning |                             |
| Herning                            | [[Fichier:Scandinavia LCC admin map.svg\|320px\|{{#if:\|{{{alt}}}\|Championnat d'Europe féminin de handball 2010 est dans la page Scandinavie .]]Lillehammer Larvik Aalborg Aarhus Herning | Aarhus                      |
| Jyske Bank Boxen Capacité : 12 000 | [[Fichier:Scandinavia LCC admin map.svg\|320px\|{{#if:\|{{{alt}}}\|Championnat d'Europe féminin de handball 2010 est dans la page Scandinavie .]]Lillehammer Larvik Aalborg Aarhus Herning | NRGi Arena Capacité : 4 740 |
|                                    | [[Fichier:Scandinavia LCC admin map.svg\|320px\|{{#if:\|{{{alt}}}\|Championnat d'Europe féminin de handball 2010 est dans la page Scandinavie .]]Lillehammer Larvik Aalborg Aarhus Herning |                             |

## Qualification
Les matchs de qualification se jouent de septembre 2009 à mai 2010. Toutes les équipes doivent jouer les matchs de qualification sauf le Danemark (pays organisateur) et la Norvège (pays organisateur et tenante du titre). Les 27 équipes sont réparties en sept groupes. Les deux premières équipes de chaque groupe sont qualifiées pour le tour préliminaire. 
- Tour préliminaire : les 16 équipes sont réparties en quatre groupes de quatre. Les trois premières équipes de chaque groupe sont qualifiées pour le tour principal.
- Tour principal : les 12 équipes sont divisées en deux groupes de six. Les deux premières équipes de chaque groupe jouent les demi-finales tandis que les deux équipes qui arrivent troisièmes jouont le match pour la 5e et 6e place.
- Demi-finale et finale : les 4 équipes restantes jouent les demi-finales. Les perdants disputent le match pour la 3e et 4e place. Les gagnants jouent la finale.

### Qualifiés
- Danemark (pays organisateur)
- Norvège (pays organisateur et tenante du titre)

### Tour de préqualification
Grande- Bretagne -  Finlande : 17-14, 24-23

### Tirage au sort des qualifications
Le tirage au sort s'est tenu le 27 mars 2009 à Vienne. Les équipes ont été réparties en 4 chapeaux de 7 équipes.
| Chapeau 1                                                | Chapeau 2                                               | Chapeau 3                                                               | Chapeau 4                                                            |
| -------------------------------------------------------- | ------------------------------------------------------- | ----------------------------------------------------------------------- | -------------------------------------------------------------------- |
| Russie Allemagne Espagne Hongrie France Croatie Roumanie | Suède Macédoine Pologne Ukraine Autriche Serbie Bélarus | Pays-Bas Slovénie Portugal Turquie Slovaquie République tchèque Islande | Lituanie Italie Monténégro Suisse Azerbaïdjan Grèce Grande- Bretagne |

### Poules de qualifications
Les deux premières équipes de chaque poule sont qualifiées pour le championnat d'Europe.
| Groupe 1 | Pts. |
| -------- | ---- |
| Ukraine  | 11   |
| Roumanie | 9    |
| Suisse   | 4    |
| Portugal | 0    |

| Groupe 2     | Pts. |
| ------------ | ---- |
| Hongrie      | 12   |
| Suède        | 8    |
| Rép. tchèque | 4    |
| Azerbaïdjan  | 0    |

| Groupe 3        | Pts. |
| --------------- | ---- |
| France          | 12   |
| Islande         | 6    |
| Autriche        | 6    |
| Grande-Bretagne | 0    |

| Groupe 4    | Pts. |
| ----------- | ---- |
| Allemagne   | 12   |
| Slovénie    | 6    |
| Biélorussie | 6    |
| Italie      | 0    |

| Groupe 5 | Pts. |
| -------- | ---- |
| Espagne  | 12   |
| Serbie   | 8    |
| Turquie  | 4    |
| Grèce    | 0    |

| Groupe 6   | Pts. |
| ---------- | ---- |
| Monténégro | 11   |
| Russie     | 9    |
| Slovaquie  | 2    |
| Pologne    | 2    |

| Groupe 7  | Pts. |
| --------- | ---- |
| Croatie   | 10   |
| Pays-Bas  | 8    |
| Macédoine | 6    |
| Lituanie  | 0    |

## Tour préliminaire
Les trois premiers classés de chaque groupe sont qualifiés pour le tour principal et conservent les points acquis contre les deux autres équipes qualifiées.
|  | Qualifié pour le tour principal |  | Éliminé |

| Groupe A (Gigantium, Aalborg) |          |     |   |   |   |   |    |    |      |    |
|                               | Équipe   | Pts | J | G | N | P | BP | BC | Diff | DP |
| 1                             | Danemark | 6   | 3 | 3 | 0 | 0 | 72 | 61 | +11  |    |
| 2                             | Roumanie | 4   | 3 | 2 | 0 | 1 | 92 | 79 | +13  |    |
| 3                             | Espagne  | 2   | 3 | 1 | 0 | 2 | 71 | 75 | -4   |    |
| 4                             | Serbie   | 0   | 3 | 0 | 0 | 3 | 71 | 91 | -20  |    |

|                   |          |  |    |    |  |          |
| 7 décembre 18h15  | Espagne  |  | 26 | 30 |  | Roumanie |
| 7 décembre 20h45  | Danemark |  | 25 | 20 |  | Serbie   |
| 9 décembre 18h45  | Serbie   |  | 23 | 26 |  | Espagne  |
| 9 décembre 20h45  | Roumanie |  | 22 | 25 |  | Danemark |
| 11 décembre 18h45 | Roumanie |  | 40 | 28 |  | Serbie   |
| 11 décembre 20h45 | Espagne  |  | 19 | 22 |  | Danemark |

| Groupe B (NRGi Arena, Aarhus) |            |     |   |   |   |   |    |    |      |    |
|                               | Équipe     | Pts | J | G | N | P | BP | BC | Diff | DP |
| 1                             | Russie     | 4   | 3 | 2 | 0 | 1 | 82 | 69 | +13  | +4 |
| 2                             | Monténégro | 4   | 3 | 2 | 0 | 1 | 78 | 74 | +4   | +1 |
| 3                             | Croatie    | 4   | 3 | 2 | 0 | 1 | 88 | 83 | +5   | -5 |
| 4                             | Islande    | 0   | 3 | 0 | 0 | 3 | 69 | 91 | -22  |    |

|                   |            |  |    |    |  |            |
| 7 décembre 18h15  | Monténégro |  | 24 | 22 |  | Russie     |
| 7 décembre 20h15  | Croatie    |  | 35 | 25 |  | Islande    |
| 9 décembre 18h15  | Islande    |  | 23 | 26 |  | Monténégro |
| 9 décembre 20h15  | Russie     |  | 30 | 24 |  | Croatie    |
| 11 décembre 18h15 | Russie     |  | 30 | 21 |  | Islande    |
| 11 décembre 20h15 | Monténégro |  | 28 | 29 |  | Croatie    |

| Groupe C (Arena Larvik, Larvik) |           |     |   |   |   |   |    |    |      |    |
|                                 | Équipe    | Pts | J | G | N | P | BP | BC | Diff | DP |
| 1                               | Suède     | 6   | 3 | 3 | 0 | 0 | 85 | 68 | +17  |    |
| 2                               | Pays-Bas  | 2   | 3 | 1 | 0 | 2 | 70 | 68 | +2   | +9 |
| 3                               | Ukraine   | 2   | 3 | 1 | 0 | 2 | 71 | 81 | -10  | -2 |
| 4                               | Allemagne | 2   | 3 | 1 | 0 | 2 | 78 | 87 | -9   | -7 |

|                   |           |  |    |    |  |           |
| 7 décembre 17h45  | Allemagne |  | 25 | 27 |  | Suède     |
| 7 décembre 19h45  | Ukraine   |  | 13 | 25 |  | Pays-Bas  |
| 8 décembre 17h45  | Suède     |  | 33 | 25 |  | Ukraine   |
| 8 décembre 19h45  | Pays-Bas  |  | 27 | 30 |  | Allemagne |
| 10 décembre 17h45 | Suède     |  | 25 | 18 |  | Pays-Bas  |
| 10 décembre 19h45 | Allemagne |  | 23 | 33 |  | Ukraine   |

| Groupe D (Håkons Hall, Lillehammer) |          |     |   |   |   |   |    |    |      |    |
|                                     | Équipe   | Pts | J | G | N | P | BP | BC | Diff | DP |
| 1                                   | Norvège  | 6   | 3 | 3 | 0 | 0 | 99 | 51 | +48  |    |
| 2                                   | Hongrie  | 4   | 3 | 2 | 0 | 1 | 62 | 71 | -9   |    |
| 3                                   | France   | 2   | 3 | 1 | 0 | 2 | 69 | 73 | -4   |    |
| 4                                   | Slovénie | 0   | 3 | 0 | 0 | 3 | 54 | 89 | -35  |    |

|                   |          |  |    |    |  |          |
| 7 décembre 18h15  | Hongrie  |  | 28 | 19 |  | Slovénie |
| 7 décembre 20h15  | Norvège  |  | 33 | 22 |  | France   |
| 8 décembre 18h15  | France   |  | 18 | 21 |  | Hongrie  |
| 8 décembre 20h15  | Slovénie |  | 16 | 32 |  | Norvège  |
| 10 décembre 18h15 | France   |  | 29 | 19 |  | Slovénie |
| 10 décembre 20h15 | Norvège  |  | 34 | 13 |  | Hongrie  |

## Tour principal
Les deux premiers classés de chaque groupe sont qualifiés pour les demi-finales. Les troisièmes disputent un match pour la 5e place.

En cas d'égalité de point entre deux équipes, le goal-average particulier s'applique pour les départager. Si les deux équipes restent à égalité, on compare le goal-average général.
|  | Qualifié pour les demi-finales |  | Dispute le match pour la 5e place |  | Éliminé |

| Groupe I (MCH Indoor Arena, Herning) |            |     |   |   |   |   |     |     |      |    |
|                                      | Équipe     | Pts | J | G | N | P | BP  | BC  | Diff | DP |
| 1                                    | Danemark   | 8   | 5 | 4 | 0 | 1 | 133 | 110 | +23  |    |
| 2                                    | Roumanie   | 6   | 5 | 3 | 0 | 2 | 126 | 129 | -3   | +2 |
| 3                                    | Monténégro | 6   | 5 | 3 | 0 | 2 | 125 | 123 | +2   | -2 |
| 4                                    | Russie     | 4   | 5 | 2 | 0 | 3 | 129 | 124 | +5   | +6 |
| 5                                    | Croatie    | 4   | 5 | 2 | 0 | 3 | 117 | 142 | -25  | -6 |
| 6                                    | Espagne    | 2   | 5 | 1 | 0 | 4 | 117 | 119 | -2   |    |

|                   |          |  |    |    |  |            |
| 13 décembre 16h45 | Espagne  |  | 20 | 22 |  | Monténégro |
| 13 décembre 18h45 | Roumanie |  | 31 | 22 |  | Croatie    |
| 13 décembre 20h45 | Danemark |  | 26 | 20 |  | Russie     |
| 14 décembre 16h45 | Roumanie |  | 23 | 21 |  | Monténégro |
| 14 décembre 18h45 | Espagne  |  | 30 | 22 |  | Russie     |
| 14 décembre 20h45 | Danemark |  | 31 | 19 |  | Croatie    |
| 16 décembre 16h45 | Roumanie |  | 20 | 35 |  | Russie     |
| 16 décembre 18h45 | Espagne  |  | 22 | 23 |  | Croatie    |
| 16 décembre 20h45 | Danemark |  | 29 | 30 |  | Monténégro |

| Groupe II (Håkons Hall, Lillehammer) |          |     |   |   |   |   |     |     |      |    |
|                                      | Équipe   | Pts | J | G | N | P | BP  | BC  | Diff | DP |
| 1                                    | Suède    | 8   | 5 | 4 | 0 | 1 | 127 | 103 | +24  | +5 |
| 2                                    | Norvège  | 8   | 5 | 4 | 0 | 1 | 153 | 91  | +62  | -5 |
| 3                                    | France   | 6   | 5 | 3 | 0 | 2 | 116 | 115 | +1   |    |
| 4                                    | Pays-Bas | 4   | 5 | 2 | 0 | 3 | 104 | 115 | -11  | +8 |
| 5                                    | Hongrie  | 4   | 5 | 2 | 0 | 3 | 98  | 128 | -30  | -8 |
| 6                                    | Ukraine  | 0   | 5 | 0 | 0 | 5 | 101 | 147 | -46  |    |

|                   |          |  |    |    |  |         |
| 12 décembre 16h15 | Pays-Bas |  | 21 | 23 |  | France  |
| 12 décembre 18h15 | Ukraine  |  | 25 | 26 |  | Hongrie |
| 12 décembre 20h15 | Suède    |  | 24 | 19 |  | Norvège |
| 14 décembre 16h15 | Pays-Bas |  | 27 | 19 |  | Hongrie |
| 14 décembre 18h15 | Suède    |  | 21 | 22 |  | France  |
| 14 décembre 20h15 | Ukraine  |  | 19 | 32 |  | Norvège |
| 15 décembre 16h15 | Ukraine  |  | 19 | 31 |  | France  |
| 15 décembre 18h15 | Suède    |  | 24 | 19 |  | Hongrie |
| 15 décembre 20h15 | Pays-Bas |  | 13 | 35 |  | Norvège |

## Phases finales
|  | Demi-finales               | Demi-finales               |                        |    | Finale                     | Finale                     |
|  | Demi-finales               | Demi-finales               |                        |    | Finale                     | Finale                     |
|  |                            |                            |                        |    |                            |                            |
|  | 18 décembre 17h00, Herning | 18 décembre 17h00, Herning |                        |    | 19 décembre 17h00, Herning | 19 décembre 17h00, Herning |
|  | 18 décembre 17h00, Herning | 18 décembre 17h00, Herning |                        |    | 19 décembre 17h00, Herning | 19 décembre 17h00, Herning |
|  | Danemark                   | 19                         |                        |    | 19 décembre 17h00, Herning | 19 décembre 17h00, Herning |
|  | Danemark                   | 19                         |                        |    | 19 décembre 17h00, Herning | 19 décembre 17h00, Herning |
|  | Norvège                    | 29                         |                        |    | 19 décembre 17h00, Herning | 19 décembre 17h00, Herning |
|  | Norvège                    | 29                         | Norvège                | 25 |                            |                            |
|  | 18 décembre 14h30, Herning |                            | Norvège                | 25 |                            |                            |
|  |                            | Suède                      | 20                     |    |                            |                            |
|  | Roumanie                   | Suède                      | 20                     | 23 |                            |                            |
|  | Roumanie                   |                            |                        | 23 |                            |                            |
|  | Suède                      | 25                         |                        |    |                            |                            |
|  | Suède                      | 25                         | Match pour la 3e place |    |                            |                            |
|  |                            |                            |                        |    |                            |                            |
|  | 19 décembre 14h30, Herning |                            |                        |    |                            |                            |
|  |                            |                            |                        |    |                            |                            |
|  | Danemark                   | 15                         |                        |    |                            |                            |
|  | Danemark                   | 15                         |                        |    |                            |                            |
|  | Roumanie                   | 16                         |                        |    |                            |                            |
|  | Roumanie                   | 16                         |                        |    |                            |                            |

### Match de classement
|  | Match pour la 5e place     |    |
|  | 18 décembre 11h30, Herning |    |
|  | Monténégro                 | 19 |
|  | France                     | 23 |

## Vainqueur
| Championnes d'Europe 2010 Norvège 5e titre |

## Classement final
| Rang                       | Nation     | J | G | N | P | Bp  | Bc  | Diff |
| -------------------------- | ---------- | - | - | - | - | --- | --- | ---- |
| Médaille d'or, Europe      | Norvège    | 8 | 7 | 0 | 1 | 239 | 146 | 93   |
| Médaille d'argent, Europe  | Suède      | 8 | 6 | 0 | 2 | 199 | 176 | 23   |
| Médaille de bronze, Europe | Roumanie   | 8 | 5 | 0 | 3 | 205 | 197 | 8    |
| 4                          | Danemark   | 8 | 5 | 0 | 3 | 192 | 175 | 17   |
|                            |            |   |   |   |   |     |     |      |
| 5                          | France     | 7 | 5 | 0 | 2 | 168 | 153 | 15   |
| 6                          | Monténégro | 7 | 4 | 0 | 3 | 170 | 169 | 1    |
|                            |            |   |   |   |   |     |     |      |
| 7                          | Russie     | 6 | 3 | 0 | 3 | 159 | 145 | 14   |
| 8                          | Pays-Bas   | 6 | 2 | 0 | 4 | 131 | 145 | –14  |
| 9                          | Croatie    | 6 | 3 | 0 | 3 | 152 | 167 | –15  |
| 10                         | Hongrie    | 6 | 3 | 0 | 3 | 126 | 147 | –21  |
| 11                         | Espagne    | 6 | 2 | 0 | 4 | 143 | 142 | 1    |
| 12                         | Ukraine    | 6 | 1 | 0 | 5 | 134 | 170 | –36  |
|                            |            |   |   |   |   |     |     |      |
| 13                         | Allemagne  | 3 | 1 | 0 | 2 | 78  | 87  | –9   |
| 14                         | Serbie     | 3 | 0 | 0 | 3 | 71  | 91  | –20  |
| 15                         | Islande    | 3 | 0 | 0 | 3 | 69  | 91  | –22  |
| 16                         | Slovénie   | 3 | 0 | 0 | 3 | 54  | 89  | –35  |

Les 3 premières équipes, la Norvège, la Suède et la Roumanie, sont directement qualifiées pour le Championnat du monde 2011.

## Statistiques et récompenses

### Équipe-type
À l'issue du tournoi, l'équipe-type du tournoi a été désignée, :
- meilleure joueuse : Linnea Torstenson,  Suède
- meilleure gardienne de but: Katrine Lunde Haraldsen,  Norvège
- meilleure ailière gauche : Mie Augustesen,  Danemark
- meilleure arrière gauche : Cristina Neagu,  Roumanie
- meilleure demi-centre : Gro Hammerseng,  Norvège
- meilleure pivot : Heidi Løke,  Norvège
- meilleure arrière droite : Nerea Pena,  Espagne
- meilleure ailière droite : Maibritt Kviesgaard,  Danemark
- meilleure défenseure : Johanna Wiberg,  Suède

### Statistiques individuelles
| Rang | Joueuse             | Sélection  | Buts | Tirs | %      | MJ | Moy  |
| ---- | ------------------- | ---------- | ---- | ---- | ------ | -- | ---- |
| 1    | Cristina Neagu      | Roumanie   | 53   | 105  | 50,5 % | 8  | 6,63 |
| 2    | Linnea Torstenson   | Suède      | 48   | 90   | 53,3 % | 8  | 6,0  |
| 3    | Bojana Popović      | Monténégro | 46   | 85   | 54,1 % | 7  | 6,57 |
| 4    | Heidi Løke          | Norvège    | 40   | 47   | 85,1 % | 7  | 5,7  |
| 5    | Maura Visser        | Pays-Bas   | 36   | 65   | 55,4 % | 6  | 6,0  |
| 5    | Isabelle Gulldén    | Suède      | 36   | 65   | 55,4 % | 8  | 4,5  |
| 7    | Zita Szucsánszki    | Hongrie    | 34   | 63   | 54,0 % | 6  | 5,7  |
| 8    | Andrea Penezić      | Croatie    | 31   | 62   | 50,0 % | 6  | 5,2  |
| 8    | Marija Jovanović    | Monténégro | 31   | 76   | 40,8 % | 7  | 4,4  |
| 10   | Ionela Stanca-Gâlcă | Roumanie   | 28   | 34   | 82,4 % | 8  | 3,5  |

| Rang | Joueuse                 | Sélection | %      | Arrêts | Tirs | MJ | Moy. |
| ---- | ----------------------- | --------- | ------ | ------ | ---- | -- | ---- |
| 1    | Katrine Lunde Haraldsen | Norvège   | 46,8 % | 96     | 205  | 8  | 12,0 |
| 2    | Amandine Leynaud        | France    | 44,4 % | 88     | 198  | 7  | 12,6 |
| 3    | Maria Sidorova          | Russie    | 42,3 % | 71     | 168  | 6  | 11,8 |
| 4    | Kari Aalvik Grimsbø     | Norvège   | 42,2 % | 27     | 64   | 8  | 3,4  |
| 5    | Talida Tolnai           | Roumanie  | 41,9 % | 95     | 227  | 8  | 11,9 |
| 6    | Cecilia Grubbström      | Suède     | 41,6 % | 57     | 137  | 8  | 7,1  |
| 7    | Karin Mortensen         | Danemark  | 41,1 % | 99     | 241  | 8  | 12,4 |
| 8    | Clara Woltering         | Allemagne | 40,9 % | 18     | 44   | 3  | 6,0  |
| 9    | Silvia Navarro          | Espagne   | 39,1 % | 59     | 151  | 6  | 9,8  |
| 10   | Katalin Pálinger        | Hongrie   | 39,3 % | 70     | 178  | 6  | 11,7 |

## Effectif des équipes sur le podium

### Championne d'Europe:Norvège
L'effectif de la Norvège au championnat d'Europe 2010 est :
- Kari Aalvik Grimsbø
- Mari Molid
- Ida Alstad
- Heidi Løke
- Tonje Nøstvold
- Karoline Dyhre Breivang
- Gro Hammerseng
- Kari Mette Johansen
- Marit Malm Frafjord
- Tonje Larsen
- Katrine Lunde Haraldsen
- Linn Jørum Sulland
- Linn-Kristin Riegelhuth Koren
- Nora Mørk
- Tine Stange
- Camilla Herrem
- Stine Bredal Oftedal

Entraineur : Þórir Hergeirsson

### Vice-championne d'Europe:Suède
L'effectif de la Suède au championnat d'Europe 2010 est  :
- Kristina Flognman
- Matilda Boson
- Therese Islas Helgesson
- Jamina Roberts
- Annika Wiel Fréden
- Gabriella Kain
- Cecilia Skagerstam
- Linnea Torstenson
- Johanna Wiberg
- Isabelle Gulldén
- Jessica Helleberg
- Therese Wallter
- Nathalie Hagman
- Angelica Wallén
- Sabina Jacobsen Rosengren
- Anna-Maria Johansson

Entraineur : Per Johansson

### Troisième place:Roumanie
L'effectif de la Roumanie au championnat d'Europe 2010 est :
- Magdalena Paraschiv
- Florina-Maria Chintoan
- Roxana Han
- Cristina Neagu
- Aurelia Brădeanu
- Ionela Stanca-Gâlcă
- Oana Manea
- Ada Moldovan
- Valentina Neli Ardean Elisei
- Oana Florica Șoit
- Adina Fiera
- Maria Tivadar
- Talida Tolnai
- Paula Ungureanu
- Melinda Geiger
- Cristina Vărzaru

Entraineur : Radu Voina